# گروه (بازی ویدئویی)
گروه (به انگلیسی: The Crew) یک بازی ویدئویی آنلاین در سبک ریسینگ است که توسط ایوری تاور و یوبی‌سافت رفلکشنز ساخته شده و به وسیلهٔ یوبی‌سافت در سپتامبر ۲۰۱۴ برای مایکروسافت ویندوز، پلی‌استیشن ۴ و ایکس‌باکس وان عرضه شد، همچنین یک نسخهٔ سازگار برای کنسول ایکس‌باکس ۳۶۰ منتشر شده‌است.

## روند بازی
این بازی دارای ۲۰ ساعت گیم پلی در شهرهای مختلف آمریکا است. بازیکنان می‌توانند با تشکیل گروه‌هایی برای مسابقه یا رکوردزنی بازی کنند. در بازی هیچ صحنهٔ بارگذاری یا توقف وجود ندارد. بازیکنان می‌توانند از اپلیکیشن بازی برای ساخت ماشین استفاده کنند. بخش چند نفره در انواع مختلف مسابقه ظرفیت ۸ بازیکن را داراست. باوجود اینکه بازیکن می‌تواند تک نفره بازی کند، ولی برای اجرای بازی به اتصال مداوم اینترنت نیاز است.

## توسعه

### نسخه ی آزمایشی
بازی از موتور Babel که توسط استودیو ایوری تاور ویرایش شده‌استفاده می‌کند.
نسخهٔ آزمایشی بازی برای کنسول‌های پلی‌استیشن ۴ و ایکس‌باکس وان در ۳۰ سپتامبر و سپس از ۶ تا ۱۰ نوامبر و در مرحلهٔ بعدی از ۲۵ تا ۲۷ نوامبر باز شد. بازی برای استفادهٔ بهینه از قابلیت‌های اجتماعی جدید کنسول‌های نسل هشتم برنامه‌ریزی شد.

## موسیقی
موسیقی بازی توسط ژوزف تراپانیسی و پیتر کانلی ساخته شده‌است. ترانه "Heavy As a Feather" در تریلر رسمی انتشار بازی استفاده شد. مدت موسیقی بازی ۷۳ دقیقه است و این آلبوم در ۱۱ نوامبر ۲۰۱۴ در فروشگاه آی‌تیونز با برچسب «یوبی‌سافت موزیک» منتشر شد.